# Falacia de composición

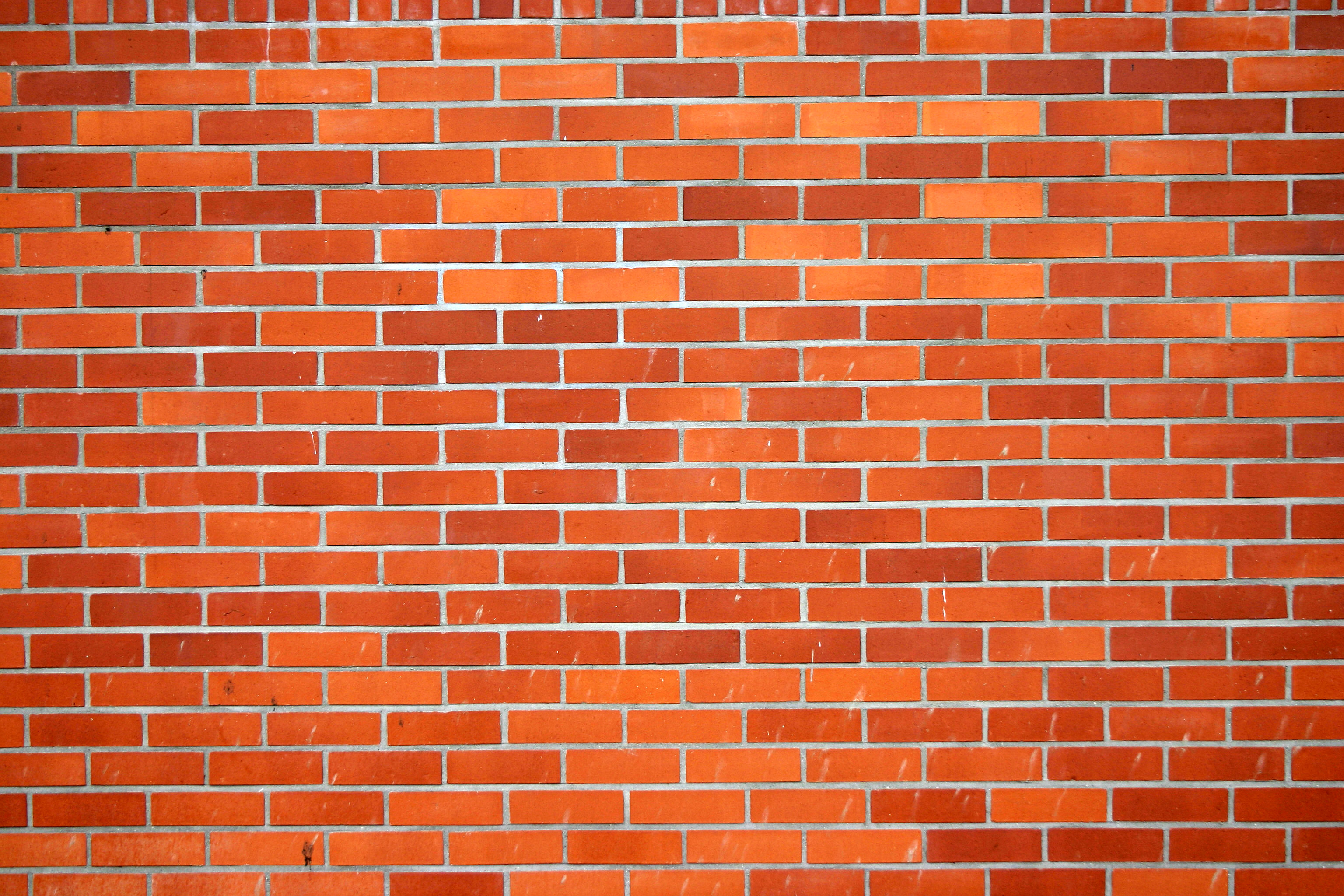
Como el muro está hecho de ladrillos, y los ladrillos son pequeños... ¡el muro debe de ser pequeño!

La falacia de composición es una falacia informal que consiste en inferir que algo es verdadero acerca de un conjunto o grupo solo porque es verdadero acerca de una o varias de sus partes o componentes. Por ejemplo: «Esta pieza de metal no puede romperse con un martillo. Por lo tanto, la máquina de la cual es parte no puede romperse con un martillo». Esto es claramente un razonamiento falaz, pues muchas máquinas pueden romperse hasta sus partes constitutivas aunque sus partes sean irrompibles. La falacia de composición muchas veces se confunde con la falacia de la generalización apresurada, en la que se infiere algo acerca de una población a partir de una parte no suficientemente representativa de la misma.
La falacia de la composición es la inversa de la falacia de división, o también de la falacia ecológica (más usada en estadística), en donde se infiere que algo es verdadero acerca de las partes individuales de un conjunto porque es verdadero para todo el grupo. Tanto la falacia de composición como la falacia de división fueron abordadas por Aristóteles en Refutaciones Sofísticas.

## Ejemplos
1. Dado que los átomos de una moneda no son visibles a simple vista, la moneda tampoco es visible a simple vista.[2]
2. Si alguien se levanta de su asiento puede ver mejor. Por lo tanto, si todos se ponen de pie, todos pueden ver mejor.
3. Si un corredor corre rápido, puede ganar la carrera. Por lo tanto, si todos los corredores corren rápido, todos pueden ganar la carrera.

### En economía
También pueden distinguirse falacias de composición en donde se infiere algo acerca de un todo porque es verdadero acerca de todas sus partes. Por ejemplo: «Todos en el país pagan sus deudas. Por lo tanto, el país paga sus deudas.»
En economía puede resultar ventajoso para un país ser exportador neto (exportar bienes por más valor que los bienes importados), pero este comportamiento de los países no puede generalizarse a todos ya que no todos los países pueden ser exportadores netos, esto es, exportar más de lo que se importa. Solo algunos países podrán ser exportadores netos.

### En religión
Bertrand Russell en su debate radiofónico con Frederick Copleston, sostuvo que el argumento cosmológico comete una falacia de composición, ya que aunque todo dentro del universo tenga una causa para su existencia, no significa que el universo en sí también la tenga, de la misma forma que aunque cada ser humano tenga una madre, la raza humana no la tiene.